# Уилкс, Рональд
Рональд Уи́лкс (англ. Ronald Wilks; 1933—2016) — британский переводчик русской классики, литературовед и популяризатор российской словесности.
Известен как один из самых плодовитых переводчиков для серии Penguin Classics издательства Penguin Books. Он перевёл с русского на английский язык около 30 книг, включая произведения Пушкина, Гоголя, Салтыкова-Щедрина, Достоевского, Толстого, Чехова, Горького, Сологуба.

## Биография

### Образование
Выпускник средней школы в лондонском районе Уонстед. Начал осваивать русский язык во время срочной службы в ВМС Великобритании.
В период с 1954 по 1957 год изучал русский и испанский языки и литературу в Тринити-колледже (Кембридж).
Продолжил образование в Лондонском университете, где в 1972 году получил степень доктора философии.

### Работа
С 1980-x годов активно сотрудничал с известным издательством Penguin Books. Стал одним из самых продуктивных зарубежных переводчиков русской классической литературы на английский язык.
В серии «Penguin Classics» были опубликованы его переводы русских авторов:
- Гоголь, Николай Васильевич
- Максим Горький
- Достоевский, Фёдор Михайлович
- Пушкин, Александр Сергеевич
- Толстой, Лев Николаевич
- Чехов, Антон Павлович
- и других[3].

Переведённые Уилксом гоголевские «Записки сумасшедшего» стали основой сценария телевизионной постановки на Ирландском телевидении.

### Последние годы жизни и смерть
Рональд Уилкс скончался в сентябре 2016 года, похоронен в Лондоне.
В лондонском крематории Голдерс-Грин на стене восточного крыла аркады размещена мемориальная табличка Рональда Уилкса с отрывком из чеховской пьесы «Дядя Ваня»:

«We shall find peace. We shall hear angels, we shall see the sky sparkling with diamonds»
Оригинальный текст (рус.)«Мы отдохнём! Мы услышим ангелов, мы увидим всё небо в алмазах».

## Основные переводы
Изданы в серии «Penguin Classics» (Penguin Books):
- Tales of Belkin — Пушкин А. С., «Повести Белкина»
- The Overcoat — Гоголь Н. В., «Шинель»
- The Nose — Гоголь Н. В., «Нос»
- Diary of a Madman — Гоголь Н. В., «Записки сумасшедшего»
- The Golovlyov Family — Салтыков-Щедрин М. Е., «Господа Головлёвы»
- Notes from Underground — Достоевский Ф. М., «Записки из подполья»
- The Double — Достоевский Ф. М., «Двойник»
- The Death of Ivan Ilyich — Толстой Л. Н., «Смерть Ивана Ильича»
- How Much Land Does a Man Need? — Толстой Л. Н., «Много ли человеку земли нужно»
- Master and Man — Толстой Л. Н., «Хозяин и работник»
- The Black Monk — Чехов А. П., «Черный монах»
- The Shooting Party — Чехов А. П., «Драма на охоте»
- The Steppe — Чехов А. П., «Степь»
- The Party — Чехов А. П., «Именины»
- Ward No. 6 — Чехов А. П., «Палата № 6»
- The Duel — Чехов А. П., «Дуэль»
- The Kiss — Чехов А. П., «Поцелуй»
- The Lady With the Little Dog — Чехов А. П., «Дама с собачкой»
- The Fiancee — Чехов А. П., «Невеста»
- My Childhood — Горький Максим, «Детство»
- My Apprenticeship — Горький Максим, «В людях»
- My Universities — Горький Максим, «Мои университеты»
- The Little Demon — Сологуб Федор, «Мелкий бес»